# Kevin Long
Kevin Finbarr Long (Cork, 18 agosto 1990) è un calciatore irlandese, difensore del Toronto FC.

## Caratteristiche tecniche
È un difensore centrale di ruolo, ma può anche giocare come terzino.

## Carriera

### Club
Cork City
Kevin Long inizia la sua carriera nelle giovanili del Cork City, viene integrato in prima squadra dalla stagione 2009/2010. Il 30 ottobre 2009 segna il suo primo goal, in occasione della sfida contro il Duldalk, vinta per 2-1.
Passaggio al Burnley e una lunga serie di prestiti
Dal gennaio 2010 si trasferisce al Burnley.
Prestito all'Accrington Stanley
Il 15 ottobre 2010 passa in prestito all'Accrington Stanley, squadra inglese di League Two. Questo prestito viene esteso per la stagione successiva, l'8 ottobre 2011 segna il suo primo goal nel pareggio in trasferta contro il Plymouth Argyle sul 2-2 finale. Termina la sua prima esperienza inglese con 39 presenze, 4 goal e 1 assist nel corso di due stagioni.
Prestito al Rochdale e al Portsmouth
Il 27 gennaio 2012 passa in prestito al Rochdale in League One, dove milita per 4 mesi collezionando 16 presenze. Il 18 agosto 2012 viene girato in prestito al Porstmouth, per la durata di un mese con solo 5 presenze.
Rientro al Burnley
Il 4 gennaio 2014 segna il suo primo goal con il Burnley nella sconfitta in trasferta contro il Southampton, sul risultato di 4-3 in Fa cup. Il 2 gennaio 2015, durante l'esordio in Premier League, subisce la rottura del legamento crociato, il club inglese lo supporta rinnovando il suo contratto fino al 2017.
Prestito al Barnsley
Il 19 novembre 2015, al rientro dall'infortunio, viene prestato al Barnsley. Un prestito breve ma determinante per l'irlandese, ritrova spazio con 11 presenze e 2 goal in League One. Contribuisce con il goal decisivo nella serie dei calci di rigore, per la vittoria della Football League Trophy.
Prestito al Mk Dons
Il 24 marzo 2016 passa in prestito al Mk Dons, apprezzato dal tecnico Karl Robinson, dove termina la stagione in corso 2015/2016. 
Il secondo rientro al Burnley
Il 17 gennaio 2017 subisce un ulteriore infortunio al ginocchio che lo ferma ai box fino al termine della stagione. Il 14 aprile 2018 segna il suo primo goal in Premier League nella vittoria contro il Leicester City per 2-1. Durante la stagione 2019/2020 dichiara in un'intervista che spera in un minutaggio maggiore, ma sa di dare il massimo per la squadra e di essere apprezzato nelle occasioni in cui scende in campo. Chiude in seguito più di un decennio con la maglia del Burnley tra prestiti e permanenza nel club, 91 presenze con 4 goal e 5 assist in tutte le competizioni con il club inglese.
Birmingham City
Il 5 gennaio 2023 si trasferisce al Birmingham City, inizialmente con un prestito breve, poi firma il contratto per una stagione. Trascorre due anni in Championship, collezionando 34 presenze e 1 goal.
Toronto
Dopo aver trascorso più di 10 anni in Inghilterra, il 20 febbraio 2024 diventa ufficiale il suo trasferimento in Mls al Toronto.

### Nazionale
Ha ricevuto una convocazione nella nazionale irlandese Under-21, senza però scendere in campo.
Tra il 2017 ed il 2020 ha totalizzato complessivamente 17 presenze ed un gol con la nazionale maggiore irlandese.

## Statistiche

### Presenze e reti nei club
Statistiche aggiornate al 22 ottobre 2019.
| Stagione                  | Squadra                   | Campionato                | Campionato | Campionato | Coppe nazionali | Coppe nazionali | Coppe nazionali | Coppe continentali | Coppe continentali | Coppe continentali | Altre coppe | Altre coppe | Altre coppe | Totale | Totale |
| Stagione                  | Squadra                   | Comp                      | Pres       | Reti       | Comp            | Pres            | Reti            | Comp               | Pres               | Reti               | Comp        | Pres        | Reti        | Pres   | Reti   |
| ------------------------- | ------------------------- | ------------------------- | ---------- | ---------- | --------------- | --------------- | --------------- | ------------------ | ------------------ | ------------------ | ----------- | ----------- | ----------- | ------ | ------ |
| 2009                      | Cork City                 | PD                        | 16         | 1          | -               | -               | -               | -                  | -                  | -                  | -           | -           | -           | 16     | 1      |
| gen.2010                  | Burnley                   | -                         | -          | -          | -               | -               | -               | -                  | -                  | -                  | -           | -           | -           | -      | -      |
| ott.2010-2011             | Accrington Stanley        | LT                        | 15         | 0          | FACup           | 2               | 0               | -                  | -                  | -                  | -           | -           | -           | 17     | 0      |
| 2011- gen.2012            | Accrington Stanley        | LT                        | 24         | 4          | CL+FLT          | 1+1             | 0               | -                  | -                  | -                  | -           | -           | -           | 26     | 4      |
| Totale Accrington Stanley | Totale Accrington Stanley | Totale Accrington Stanley | 39         | 4          |                 | 4               | 0               |                    | -                  | -                  |             | -           | -           | 43     | 4      |
| gen.2012-apr.2012         | Rochdale                  | LO                        | 16         | 0          | -               | -               | -               | -                  | -                  | -                  | -           | -           | -           | 16     | 0      |
| 2012-sett.2012            | Portsmouth                | LO                        | 5          | 0          | FLT             | 1               | 0               | -                  | -                  | -                  | -           | -           | -           | 6      | 0      |
| sett.2012-2013            | Burnley                   | CH                        | 14         | 0          | -               | -               | -               | -                  | -                  | -                  | -           | -           | -           | 14     | 0      |
| 2013-2014                 | Burnley                   | CH                        | 7          | 0          | FACup+CL        | 1+3             | 1+0             | -                  | -                  | -                  | -           | -           | -           | 11     | 1      |
| 2014-2015                 | Burnley                   | PL                        | 1          | 0          | CL              | 1               | 0               | -                  | -                  | -                  | -           | -           | -           | 2      | 0      |
| 2015-nov.2015             | Burnley                   | -                         | -          | -          | -               | -               | -               | -                  | -                  | -                  | -           | -           | -           | -      | -      |
| nov.2015-feb.2016         | Barnsley                  | LO                        | 11         | 2          | FLT             | 2               | 0               | -                  | -                  | -                  | -           | -           | -           | 13     | 2      |
| mar.2016                  | MK Dons                   | CH                        | 2          | 0          | -               | -               | -               | -                  | -                  | -                  | -           | -           | -           | 2      | 0      |
| 2016-2017                 | Burnley                   | PL                        | 3          | 0          | CL              | 1               | 0               | -                  | -                  | -                  | -           | -           | -           | 4      | 0      |
| 2017-2018                 | Burnley                   | PL                        | 16         | 1          | FACup+CL        | 1+2             | 0               | -                  | -                  | -                  | -           | -           | -           | 19     | 1      |
| 2018-2019                 | Burnley                   | PL                        | 6          | 0          | FACup+CL        | 2+1             | 0+1             | EL                 | 3                  | 0                  | -           | -           | -           | 12     | 1      |
| 2019-2020                 | Burnley                   | -                         | -          | -          | CL              | 1               | 0               | -                  | -                  | -                  | -           | -           | -           | 1      | 0      |
| Totale Burnley            | Totale Burnley            | Totale Burnley            | 47         | 1          |                 | 13              | 2               |                    | 3                  | 0                  |             | -           | -           | 63     | 3      |
| Totale Carriera           | Totale Carriera           | Totale Carriera           | 136        | 8          |                 | 20              | 2               |                    | 3                  | 0                  |             | -           | -           | 159    | 10     |

### Cronologia presenze e reti in nazionale
| Cronologia completa delle presenze e delle reti in nazionale ― Irlanda | Cronologia completa delle presenze e delle reti in nazionale ― Irlanda | Cronologia completa delle presenze e delle reti in nazionale ― Irlanda | Cronologia completa delle presenze e delle reti in nazionale ― Irlanda | Cronologia completa delle presenze e delle reti in nazionale ― Irlanda | Cronologia completa delle presenze e delle reti in nazionale ― Irlanda | Cronologia completa delle presenze e delle reti in nazionale ― Irlanda | Cronologia completa delle presenze e delle reti in nazionale ― Irlanda |
| Data                                                                   | Città                                                                  | In casa                                                                | Risultato                                                              | Ospiti                                                                 | Competizione                                                           | Reti                                                                   | Note                                                                   |
| ---------------------------------------------------------------------- | ---------------------------------------------------------------------- | ---------------------------------------------------------------------- | ---------------------------------------------------------------------- | ---------------------------------------------------------------------- | ---------------------------------------------------------------------- | ---------------------------------------------------------------------- | ---------------------------------------------------------------------- |
| 1-6-2017                                                               | East Rutherford                                                        | Messico                                                                | 3 – 1                                                                  | Irlanda                                                                | Amichevole                                                             | -                                                                      | 64’                                                                    |
| 4-6-2017                                                               | Dublino                                                                | Irlanda                                                                | 3 – 1                                                                  | Uruguay                                                                | Amichevole                                                             | -                                                                      |                                                                        |
| 11-6-2017                                                              | Dublino                                                                | Irlanda                                                                | 1 – 1                                                                  | Austria                                                                | Qual. Mondiali 2018                                                    | -                                                                      |                                                                        |
| 9-10-2017                                                              | Cardiff                                                                | Galles                                                                 | 0 – 1                                                                  | Irlanda                                                                | Qual. Mondiali 2018                                                    | -                                                                      | 90’                                                                    |
| 23-3-2018                                                              | Antalya                                                                | Turchia                                                                | 1 – 0                                                                  | Irlanda                                                                | Amichevole                                                             | -                                                                      |                                                                        |
| 28-5-2018                                                              | Saint-Denis                                                            | Francia                                                                | 2 – 0                                                                  | Irlanda                                                                | Amichevole                                                             | -                                                                      | 80’                                                                    |
| 2-6-2018                                                               | Dublino                                                                | Irlanda                                                                | 2 – 1                                                                  | Stati Uniti                                                            | Amichevole                                                             | -                                                                      |                                                                        |
| 11-9-2018                                                              | Breslavia                                                              | Polonia                                                                | 1 – 1                                                                  | Irlanda                                                                | Amichevole                                                             | -                                                                      |                                                                        |
| 13-10-2018                                                             | Dublino                                                                | Irlanda                                                                | 0 – 0                                                                  | Danimarca                                                              | UEFA Nations League 2018-2019 - 1º turno                               | -                                                                      |                                                                        |
| 16-10-2018                                                             | Dublino                                                                | Irlanda                                                                | 0 – 1                                                                  | Galles                                                                 | UEFA Nations League 2018-2019 - 1º turno                               | -                                                                      | 16’ 75’                                                                |
| 19-11-2018                                                             | Århus                                                                  | Danimarca                                                              | 0 – 0                                                                  | Irlanda                                                                | UEFA Nations League 2018-2019 - 1º turno                               | -                                                                      |                                                                        |
| 10-9-2019                                                              | Dublino                                                                | Irlanda                                                                | 3 – 1                                                                  | Bulgaria                                                               | Amichevole                                                             | 1                                                                      |                                                                        |
| 14-11-2019                                                             | Dublino                                                                | Irlanda                                                                | 3 – 1                                                                  | Nuova Zelanda                                                          | Amichevole                                                             | -                                                                      |                                                                        |
| 11-10-2020                                                             | Dublino                                                                | Irlanda                                                                | 0 – 0                                                                  | Galles                                                                 | UEFA Nations League 2020-2021 - 1º turno                               | -                                                                      | 74’                                                                    |
| 12-11-2020                                                             | Londra                                                                 | Inghilterra                                                            | 3 – 0                                                                  | Irlanda                                                                | Amichevole                                                             | -                                                                      | 61’                                                                    |
| 15-11-2020                                                             | Cardiff                                                                | Galles                                                                 | 1 – 0                                                                  | Irlanda                                                                | UEFA Nations League 2020-2021 - 1º turno                               | -                                                                      |                                                                        |
| 18-11-2020                                                             | Dublino                                                                | Irlanda                                                                | 0 – 0                                                                  | Bulgaria                                                               | UEFA Nations League 2020-2021 - 1º turno                               | -                                                                      | 11’                                                                    |
| Totale                                                                 |                                                                        | Presenze                                                               | 17                                                                     |                                                                        | Reti                                                                   | 1                                                                      |                                                                        |

## Palmarès

### Club

#### Competizioni internazionali
- Setanta Sports Cup: 1

Cork City: 2008